# Aksaklar, Yığılca
Aksaklar là một xã thuộc huyện Yığılca, tỉnh Düzce, Thổ Nhĩ Kỳ. Dân số thời điểm năm 2010 là 1.121 người.